# Le Progrès du Loiret
Le Progrès du Loiret est un quotidien régional édité à Orléans entre la fin du XIXe siècle et 1927.

## Histoire
Ce quotidien, proche du mouvement radical socialiste et soutenu par la franc-maçonnerie, est lancé par des dreyfusards. Il milite notamment pour la révision du procès de l'affaire Dreyfus.
Le journal porte d'abord le nom de National du Loiret. Il est remplacé par La France du Centre en 1927.

## Personnalités liées au journal
- Gaston Couté (1880-1911), poète libertaire et chansonnier français, y a été apprenti[4].
- Fernand Rabier, (1855-1933), homme politique français, use de son influence pour financer le journal[5]
- Jean Zay (1904-1944), homme politique français, y a régulièrement écrit des articles[6].
- Henri Roy (1873-1950), homme politique français, y a occupé les fonctions de secrétaire général[7].
- Marc Rucart (1893-1964), homme politique français, dirigea le journal[8].